# Pro urbe
Nagrada Pro urbe je nagrada koju dodjeljuje Skupština Grada Subotice. Ovo priznanje mogu dobiti pravne i fizičke osobe.  Nagrade se dodjeljuje za istaknuta djela koja u velikoj mjeri pridonose ugledu Grada podizanjem njegovih materijalnih i duhovnih vrijednosti. Pritom se misli na istaknute kulturne, umjetničke i znanstvene aktivnosti, istaknutu djelatnost u obrazovanju, zatim na gospodarskom, komunalnom, socijalnom i zdravstvenom području. Nagradu se također dodjeljuje i osobama koja su svojim športskim i inim rezultatima pronijele slavu grada Subotice. Osim njih, nagradu se također dodjeljuje i onim osobama koje su svojim radom doprinijele višem stupnju razvitka javnoga reda i mira.
Dodjeljuje se 1. rujna na svečanoj sjednici Skupštine u povodu Dana grada, kao i zvanje «Počasni građanin grada Subotice». Nagradu je dobivalo pet kandidata, a od 2009. se broj dobitnika povećao na šest

## Dobitnici
- 1996.: Lazar Merković, hrv. književnik i prevoditelj, Béla Duránci, povjesničar umjetnosti, Zoran Kalinić, stolnotenisač, Rita Kinka, pijanistica
- 1997.: Ana Bešlić, kiparica
- 1998.: mlinsko poduzeće Fidelinka, koje je na tradiciji mlinarstva u Subotici osnovano 1965. godine, Ana Bukvić, Stevan Vasiljev redovni profesor marketinga na Ekonomskom fakultetu u Subotici, Laszlo Magyar, arhivski stručnjak[4]
- 1999.:  Sava Halugin, kipar i profesor, Gyorgy Boros, likovni pedagog i grafički dizajner, Emilia Horváth, profesorica i kulturni radnik, Antal Puhalak, nogometaš FK ”Spartak” u Subotici[5]
- 2000.:  Andrija Kopilović, župnik župe Marija Majka Crkve i prorektor Teološko-katehetskog instituta Subotičke biskupije, Imre Ehmann, župnik subotičkih župa sv. Križa i sv. Petra, Milivoj Mijatov, paroh i arhijerejski namjesnik subotički, Milan Kekanović, docent, znanstveni radnik i pronalazač, Feliks Lajko, glazbenik, skladatelj i aranžer te udruženje za prirodnu hranu ”TERRA'S” iz Subotice[6]
- 2001.: Đula Mešter, odbojkaš, Radio Subotica, Dužijanca, Narodni pokret ”Otpor” u Subotici[7]
- 2002.: Stipan Šabić, likovni stvaratelj i nastavnik, Dom za djecu bez roditeljske skrbi "Kolijevka", Ferenc Baracskai, konstruktor, Mađarski kulturni centar Népkör, Mirjam Pandžić, časna sestra
- 2003.: urolog primarijus Bogdan Ćulibrk, likovni stvaralac Ferenc Kalmar, katolički mjesečnik Zvonik, Predškolska ustanova ”Naša radost”, filmski stvaralac Zoltan Siflis[8]
- 2004.: Lazar Vojnić Hajduk, javni djelatnik, Marija Ivković Ivandekić, umjetnica u tehnici slame[9]
- 2005.: Slaven Bačić, dipl. pravnik i pravni povjesničar, Milorad Bucalo, gospodarstvenik, György Hernyák, redatelj, Éva Hózsa, profesorica, Augustin Juriga, fotograf[10]
- 2006.: Zvonko Bogdan, estradni umjetnik, Elvira Husar, dirigentica i profesorica solo pjevanja, Dobrivoj Koledin, direktor JKP ”Čistoća i zelenilo”, a od ustanova Gerontološki centar Subotica i Općinska udruga umirovljenika[11]
- 2007.: István Dobai, rkt. svećenik i direktor "Caritasa", Jasmina Jovančić, likovna umjetnica, Iso Planić, prof. zemljopisa i alpinist, Gábor Juhász, umjetnički voditelj orkestra "Juhas" i Hrvatsko akademsko društvo.[12]
- 2008.: prof. Marija Sekelj (Mária Székely), glazb. animatorica, István Szajkó, sam. slikar, Davor Štefanek, hrvač, Bela Ivković, odvjetnik i jav. i kult. djelatnik, prof. Dénes Tóth, mentor i inovator, Andrea Kúti, Ákos Odri i István Lukács, stručni i kreativni tim učenika Tehničke škole.[13]
- 2009. Miloš Glončak, nogometaš i športski djelatnik, Međunarodni festival kazališta za djecu u Subotici, Marija Šimoković, pjesnikinja, András Urbán, kazališni redatelj, Mile Tasić, knjižničar - za seriju televizijskih intervjua i Karlo Kopilović, košarkaški trener[14]
- 2010.: Tomislav Žigmanov, filozof i pisac, Mária Silák, nastavnica u mirovini i doživotna predsjednica organizacije Vox Humana, Vladimir Večić, predsjednik SUBNOR-a i športski djelatnik, Mirko Grlica, povjesničar i muzejski savjetnik te poduzeće Siemens.[15]
- 2011.: Miroslav Jovančić, slikar i glazbenik, Smiljan Njagul, novinar, Gábor Sagmajster, športaš i Stanko Nimčević, predsjednik Općinske organizacije invalida rada[16]
- 2012.: Marika Petz Galer, glumica i operna pjevačica, Mihály Pece, tajnik Crvenog križa, Robert Tilly, publicist i glazbenik i Narodno kazalište[17]
- 2013.: Nevenka Bašić Palković, knjižničarska savjetnica i kustosica, Tibor Kovács, sportski aktivist i Branko Ćupurdija, etnolog i antropolog[18]
- 2014.: Nijedan od kandidiranih nije dobio većinu glasova. Bili su kandidirani Zlatko Dulić, Laslo Horvat, Dražen Prćić, Nikola Babić i Isen Martinaj.[19]